# Pommersches Landesmuseum

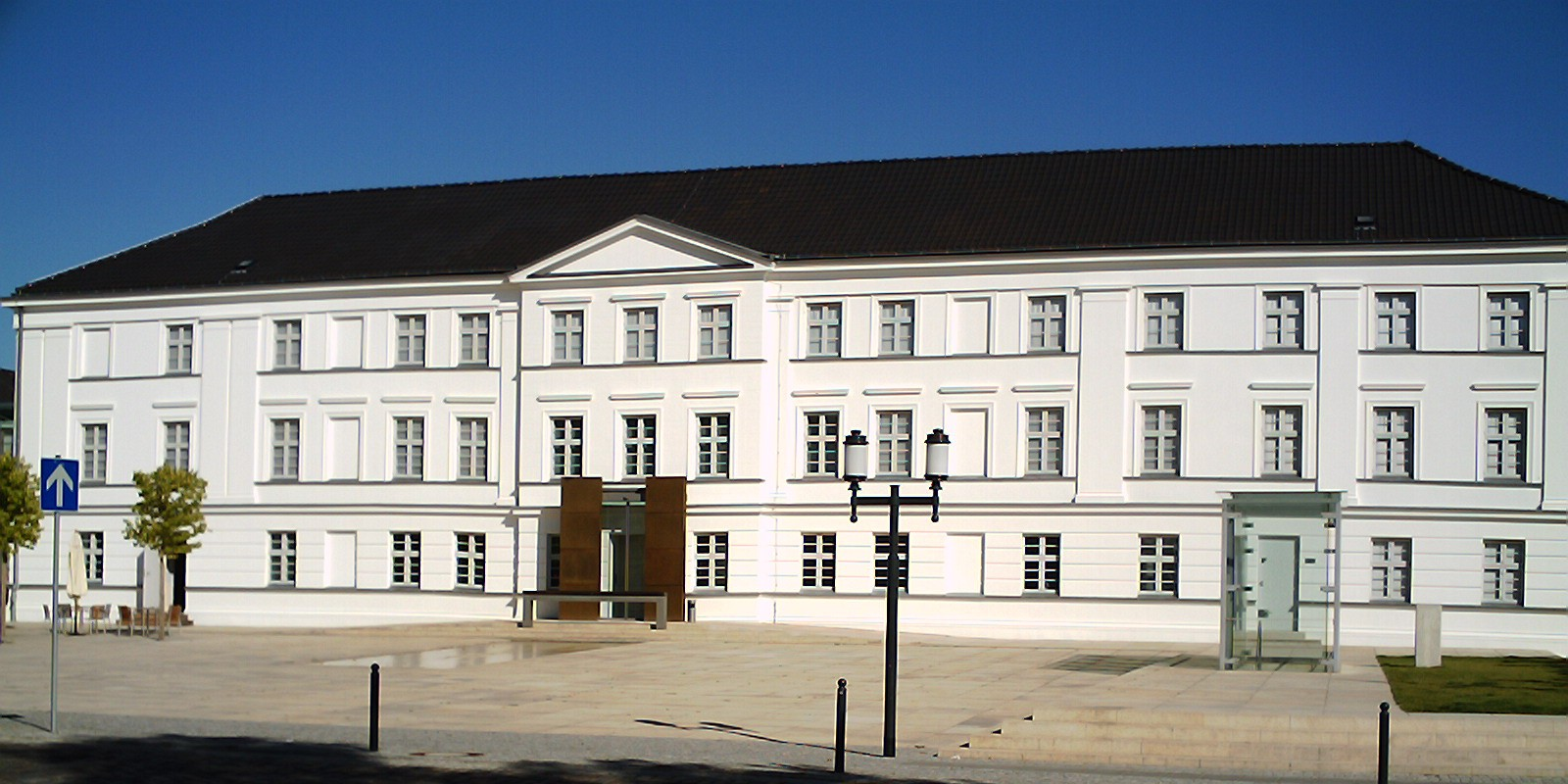
Vorplatz und Eingang des Museums

Das Pommersche Landesmuseum in Greifswald hat sich zur Aufgabe gemacht, Geschichte, Kunst und Kultur der ehemaligen Provinz Pommern zu erhalten sowie näherzubringen. Besonderer Fokus liegt auf der Verständigung und Versöhnung mit der Republik Polen. Jener Stiftungsauftrag lässt sich in sämtlichen Facetten des Museums wiederfinden. Der Gesamtbestand des Pommerschen Landesmuseums umfasst rund 60.000 Objekte aus insgesamt 14.000 Jahren. Höhepunkte der Gemäldegalerie sind unter anderem Caspar David Friedrich, Vincent van Gogh und Frans Hals.

## Geschichte

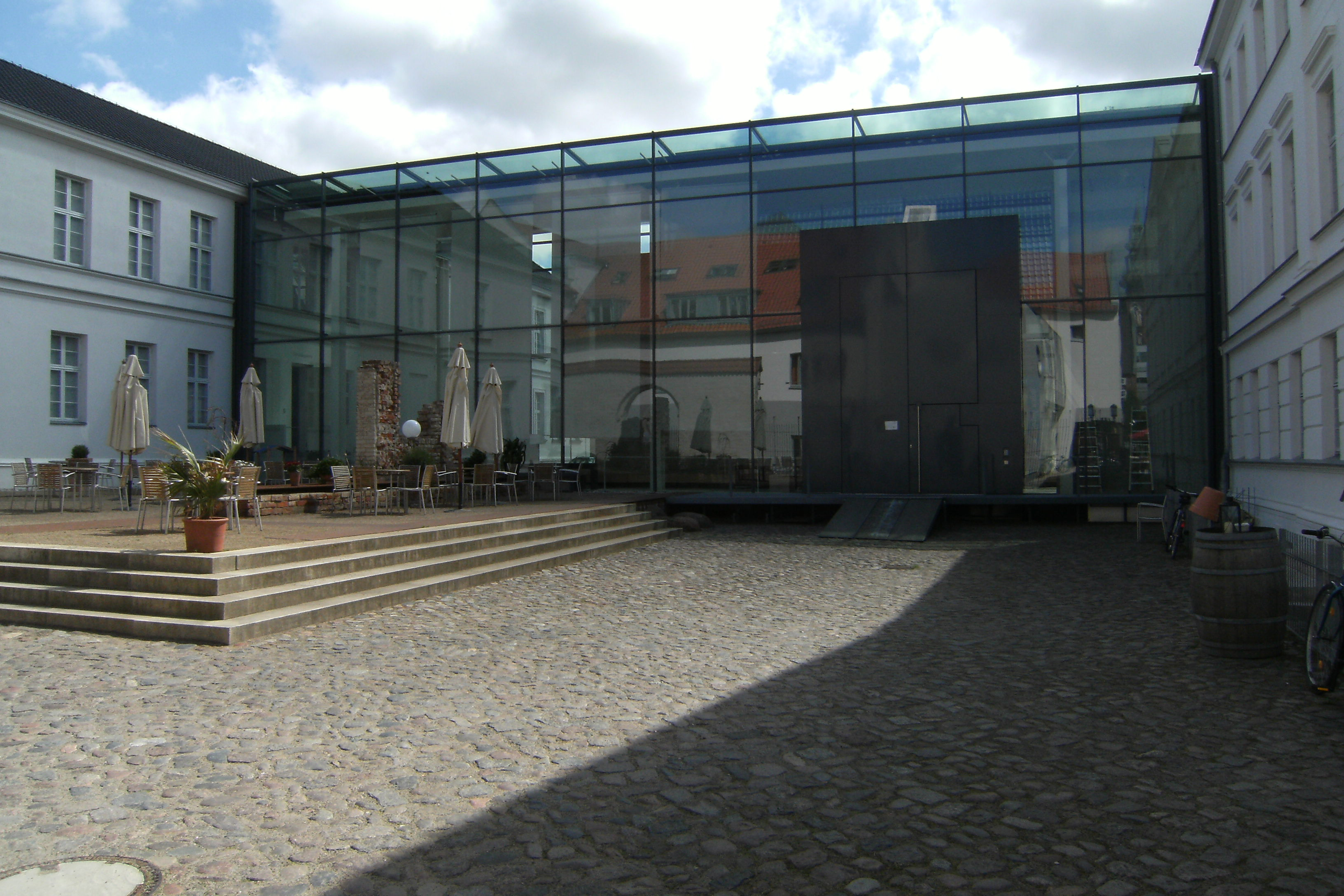
Gläserner Verbindungsbau mit Café

Die Stiftung Pommersches Landesmuseum wurde im Jahr 1996 als Stiftung bürgerlichen Rechts gegründet, nachdem die deutsche Wiedervereinigung neue Möglichkeiten für die Darstellung und Erforschung der pommerschen Geschichte eröffnet hatte. Gründer der Stiftung sind die Bundesrepublik Deutschland, das Land Mecklenburg-Vorpommern, die Universitäts- und Hansestadt Greifswald, die Universität Greifswald, die (zum 31. Dezember 2000 aufgelöste) Stiftung Pommern in Kiel und die Pommersche Landsmannschaft. Es sollte eine Institution geschaffen werden, die zur kulturellen Identitätsfindung und nachbarschaftlichen Verständigung beitragen kann. Bereits im Jahre 1992 hatten die Stadt Greifswald und die Ernst-Moritz-Arndt-Universität gemeinsam beim zuständigen Landesministerium die Errichtung des Pommerschen Landesmuseums beantragt. Im Jahr 1993 stellte die Bürgerschaft historische Gebäude im Stadtzentrum für das Vorhaben zur Nutzung bereit.
Aufgrund der wechselhaften Geschichte Pommerns berief das Museum einen wissenschaftlichen Beirat aus polnischen, schwedischen und dänischen Mitgliedern, um seine Ausrichtung zu unterstützen.
Ebenfalls im Jahr 1996 fand ein Architektenwettbewerb statt, aus dem das Büro Gregor Sunder-Plassmann, ansässig in Kappeln an der Schlei, als Gewinner hervorging. Ab 1998 begann die Sanierung und Erweiterung der Museumsbauten, die 2005 abgeschlossen wurde. Die Gemäldegalerie öffnete ihre Türen im Mai 2000, und am 3. Juni 2005 wurde das gesamte Pommersche Landesmuseum eröffnet.

### Leitung des Museums
Ab 1995 übernahm der Historiker Uwe Schröder die Aufbauleitung der Einrichtung und wurde nach 2000 auch ihr erster Direktor. Schröder verwirklichte die Stiftungsziele: Bewahrung von Pommerns Geschichte, Zusammenarbeit mit Polen und Betonung der historischen Verbindungen zur Ostsee. Für sein Engagement erhielt er 2010 den Pommerschen Kulturpreis und 2019 den Preis „Pomerania Nostra“.

Nach seiner Pensionierung trat im Februar 2022 die Historikerin Ruth Slenczka seine Nachfolge an.

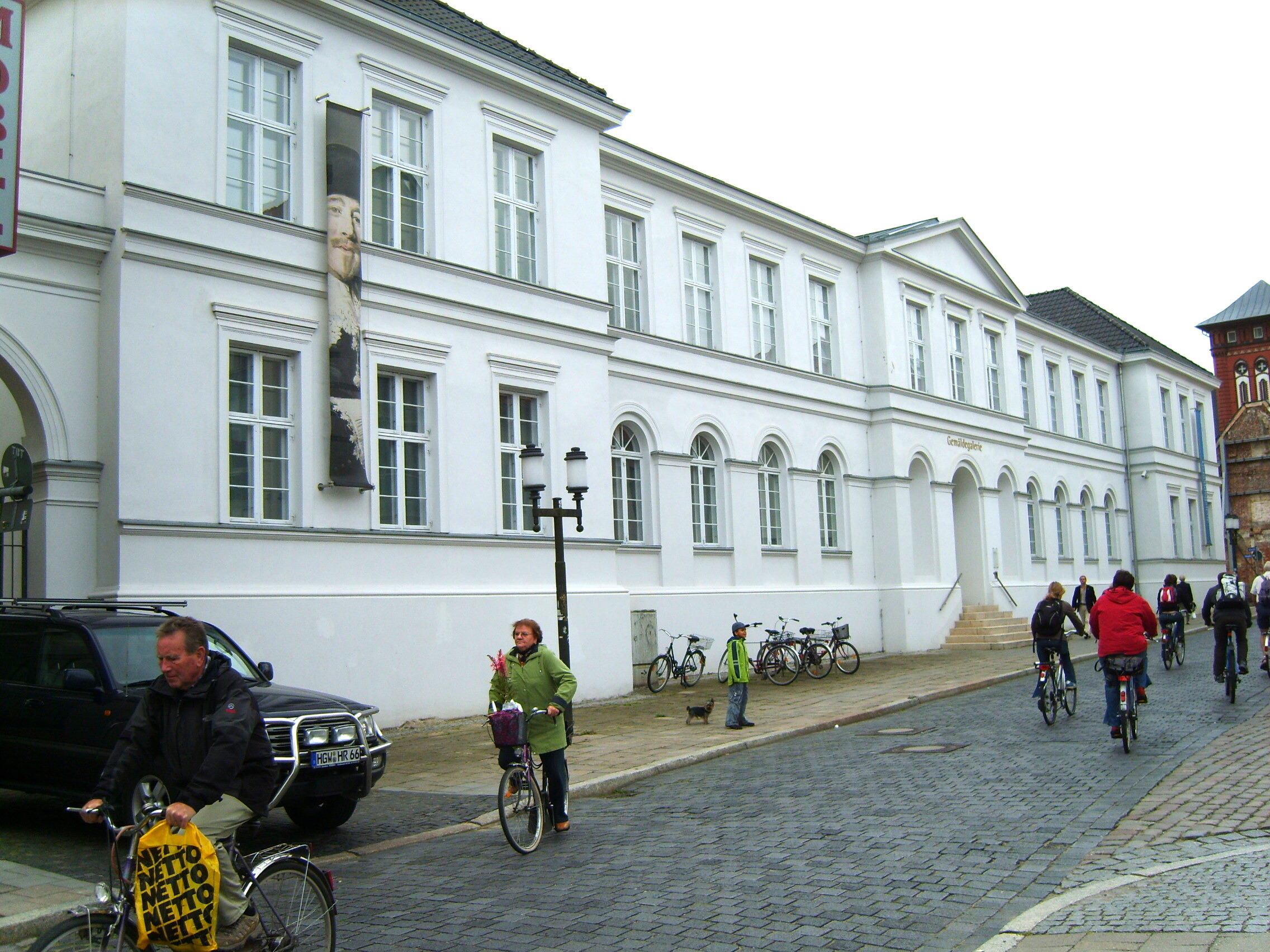
Die Gemäldegalerie in der Mühlenstraße

## Architektur

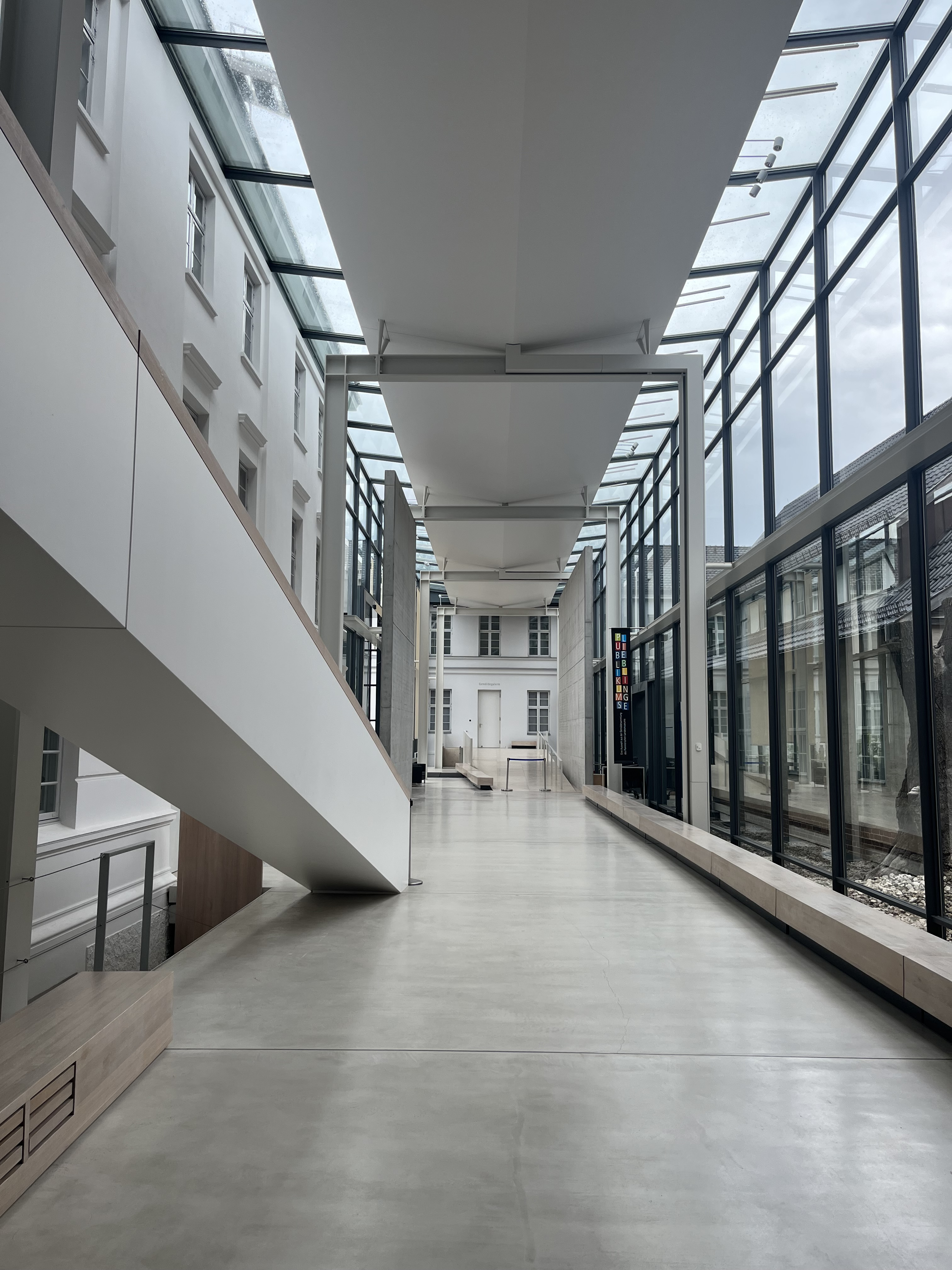
Museumsstraße des Pommerschen Landesmuseums Greifswald

Das Pommersche Landesmuseum breitet sich über vier Gebäude aus, die von einer gläsernen Halle der sogenannten „Museumsstraße“ miteinander verbunden werden. Das Hauptgebäude des Museums ist ein klassizistischer Bau, der zwischen 1843 und 1845 als Armenhaus anstelle des abgetragenen Klausurgebäudes des Franziskanerklosters entstand, daher trug es auch den Beinamen „Graues Kloster“. Nach dem Zweiten Weltkrieg beherbergte das Gebäude vor allem Flüchtlinge, Ältere und Aussiedler. In den 1970er wurde es umgebaut und bis 1999 weiter für Sozialwohnungen genutzt. Im Hauptgebäude befindet sich auf 3 Stockwerken die Landesgeschichtliche Dauerausstellung.
An der östlichen Längsseite der gläsernen Halle befinden sich die spätgotische Klosterbibliothek und das ehemalige Konventsgebäude des früheren Franziskanerklosters. Die Klosterbibliothek wurde ab 1929 durch das Heimatmuseum Greifswald genutzt, in den 1950er Jahren kam das Konventsgebäude dazu. Heute befindet sich die Museumsverwaltung sowie die Museumspädagogische Abteilung in der Klosterbibliothek. Das Konventsgebäude wird für Sonderausstellungen genutzt.
Das Gebäude der heutigen Gemäldegalerie entstand ursprünglich nach Plänen des Architekten und Malers Johann Gottfried Quistorp 1793–97 als Stadtschule. Das zweigeschossige Gebäude wurde aus Kostengründen aus den Mauersteinen und teilweise auf dem Fundament der, 1789 abgebrochenen, Klosterkirche errichtet.

## Sammlung

### Landesgeschichtliche Dauerausstellung
In der landesgeschichtlichen Dauerausstellung werden auf drei Etagen 14.000 Jahre Geschichte der südlichen Ostseeküste anhand von ca. 2500 Objekten visuell erzählt.
Beginnend wird im Untergeschoss die Erdgeschichte Pommerns durch geologische Exponate wie zum Beispiel der 8,5 Tonnen schwere Findling, geborgen in Jarmen, präsentiert.
Fortlaufend wird die Geschichte Pommerns von der Steinzeit über das Mittelalter bis zur Reformation veranschaulicht, wie zum Beispiel durch Reliquien oder auch den Croÿ-Teppich und Estherteppich im Erdgeschoss des Gebäudes. Dabei werden auch Dauerleihgaben ausgestellt. Zu den größten Objekten gehört der aus der Stralsunder Kirchengemeinde St. Jakobi / Heilgeist stammende (unvollständige) Dreifaltigkeitsaltar.

Anschließend wird im Obergeschoss die Schwedenzeit, die Preußenzeit und die Kaiserzeit in Pommern präsentiert. Zum anderen wird die Geschichte der Region des 20. Jahrhunderts bis zur Gegenwart anhand von Text- und Bildmedien wie originalen Video- und Tonaufnahmen interaktiv erfahrbar.

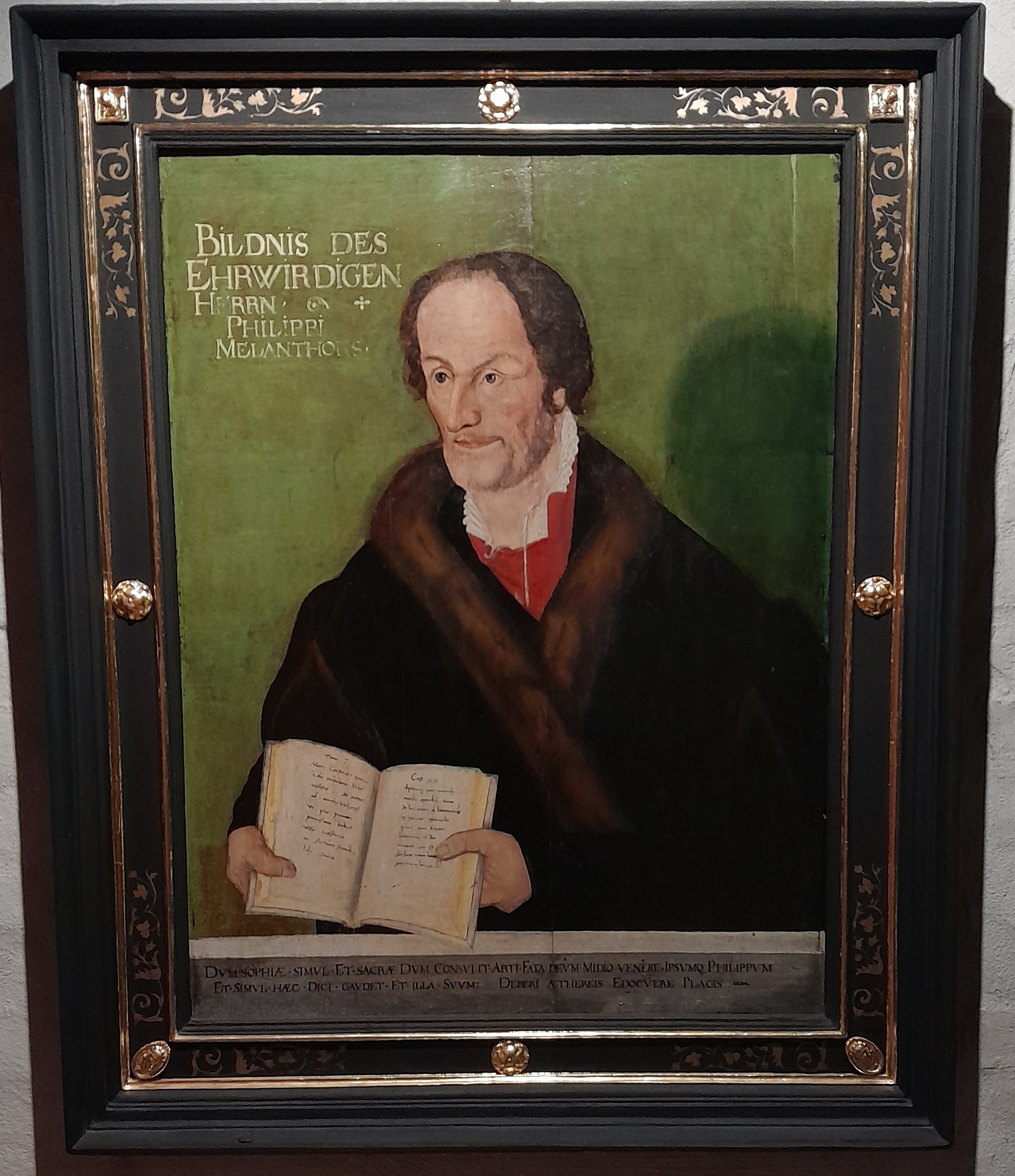
Melanchthonbildnis der Cranachwerkstatt in der landesgeschichtlichen Ausstellung (Bereich Reformation)

### Gemäldegalerie
Die Gemäldeausstellung im Pommerschen Landesmuseum erstreckt sich über zwei Stockwerke im klassizistischen Quistorp-Gebäude, dessen Umbau zum heutigen Zweck im Jahr 1998 begann und 2000 eröffnet wurde. Sie zeigte Werke aus verschiedensten Epochen. Sie setzt sich hauptsächlich aus dem Bestand von zwei Museen zusammen: dem ehemaligen Museum der Hansestadt Greifswald mit besonderen Fokus auf dem 19. und 20. Jahrhunderts, im Wesentlichen aber die gerettete Gemäldesammlung des Städtischen Museums für Kunst und Kunstgewerbe in Stettin. Zurzeit befindet sich die Galerie im Quistorp-Gebäude im Umbau, um voraussichtlich 2025 als  ̦Galerie der Romantik‘ neu eröffnet zu werden, mit dem besonderen Schwerpunkt auf die Romantik. In der Zwischenzeit fand eine Interimsausstellung im Konventsgebäude mit ausgewählten Publikumslieblingen statt. 2024 machte sie Platz für drei aufeinanderfolgende Sonderausstellungen zu Caspar David Friedrich. Seit März 2025 wird wieder eine Interimsausstellung im Konventsgebäude gezeigt.

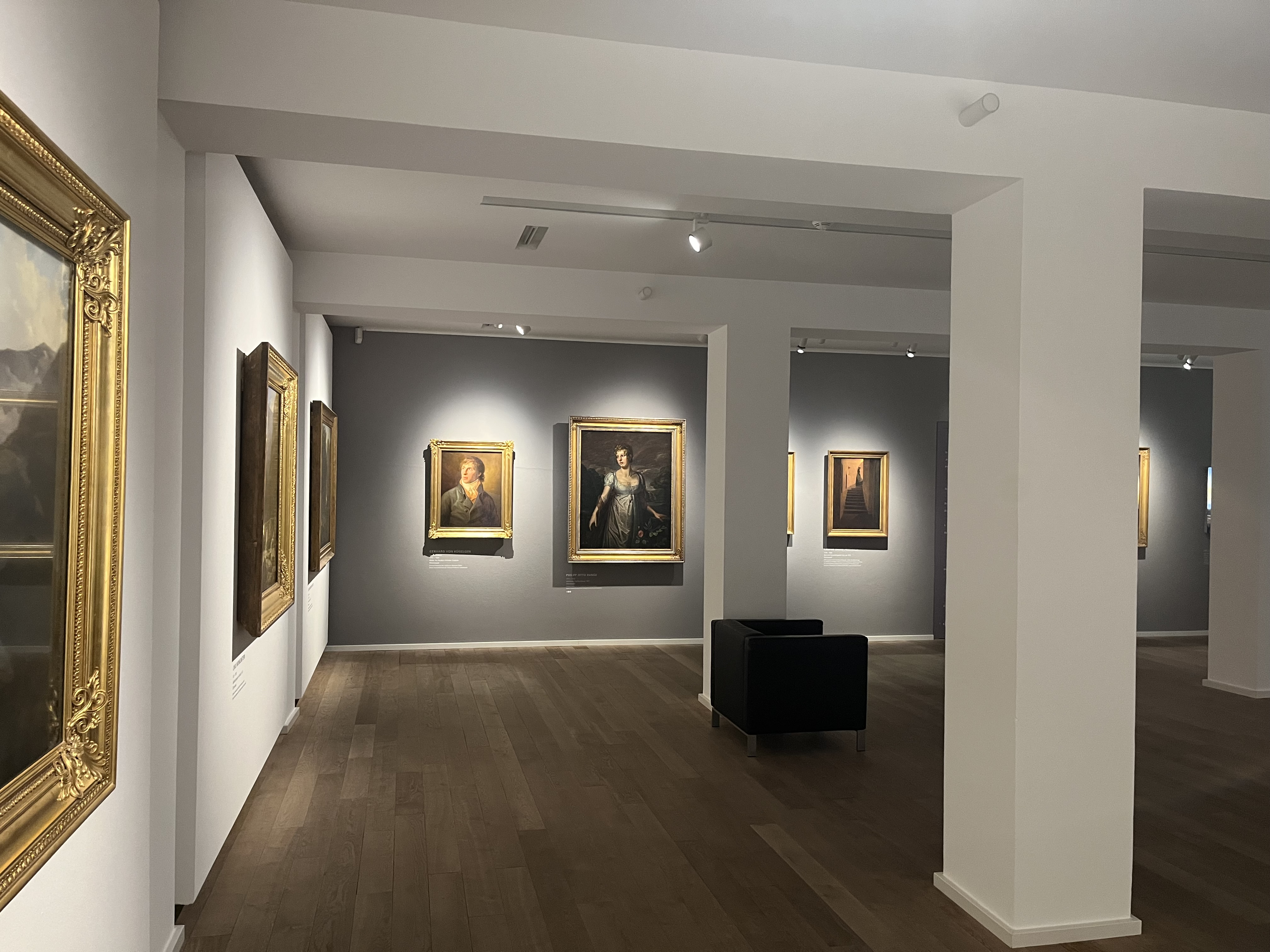
Interimsausstellung, Ausstellung der Publikumslieblinge

Zu den bedeutenden Künstlern in der Sammlung des Museums gehören der niederländische Portraitmaler Frans Hals, der deutsche Frühromantiker und wohl bekannteste Sohn der Stadt Greifswalds Caspar David Friedrich und der niederländische Maler Vincent van Gogh. Aus dem europäischen Spätmanierismus und Barock sind u. a. Werke von Andrea Michieli, wie oben erwähnt Frans Hals, Georg Flegel, Wilhelm van Aelst, Cornelis Verbeeck und Sébastien Bourdon zu sehen. Aus der Landschaftsmalerei des Klassizismus sind u. a. Werke von Friedrich Wilhelm Hirt, Jakob Phillipp Hackert und Joseph Anton Koch vertreten. Zudem gibt es Werke des Klassizismus von Wilhelm Titel, Johann Georg Pforr und Joseph August Knip. Die deutsche Romantik ist ein weiterer Schwerpunkt der Sammlung, mit u. a. Philipp Otto Runge, Carl Gustav Carus, Karl Friedrich Schinkel und natürlich Caspar David Friedrich. Werke von Anselm Feuerbach, Adolph Menzel und Karl Blechen aus der Spätromantik sind ebenfalls zu sehen. Zu den Malern auf dem Weg in die Moderne sind Wilhelm Leibl, Wilhelm Trübner, Max Slevogt, Albert Weisgerber, Max Liebermann und Bernhard Pankok. Ein Highlight der Sammlung ist das Gemälde ‚Allee bei Arles‘, 1888, von Vincent van Gogh. Die deutschen Expressionisten Max Pechstein, Dora Koch-Stetter und Ilse Heyden-Linden und Künstler aus Pommern wie Carl Ludwig Christoph (Louis) Douzette und Elisabeth Büchsel runden die Sammlung ab.

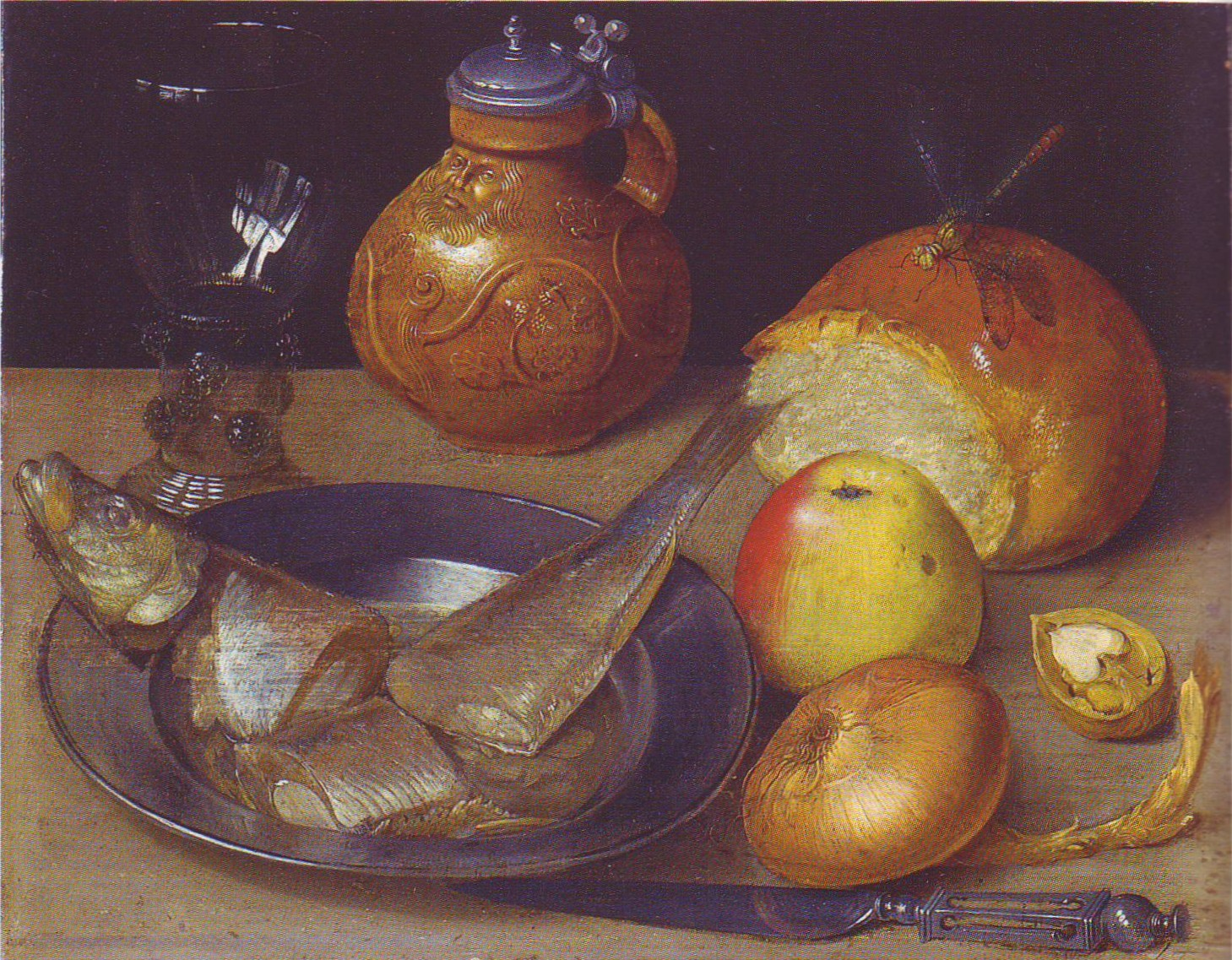
Georg Flegel: Stilleben mit Hering und Bartmannskrug (um 1630)
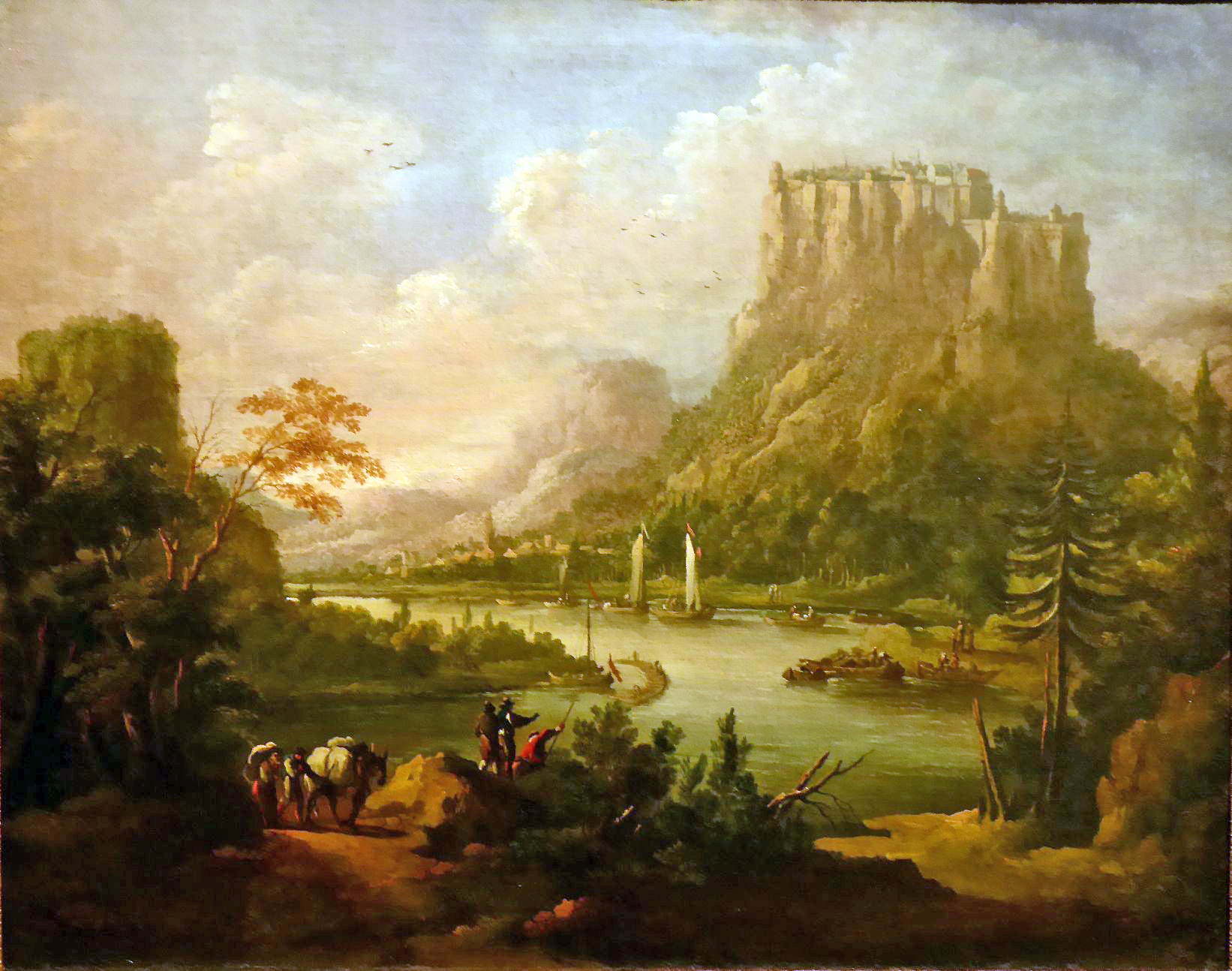
Johann Alexander Thiele: Elblandschaft mit Königstein (nach 1738)
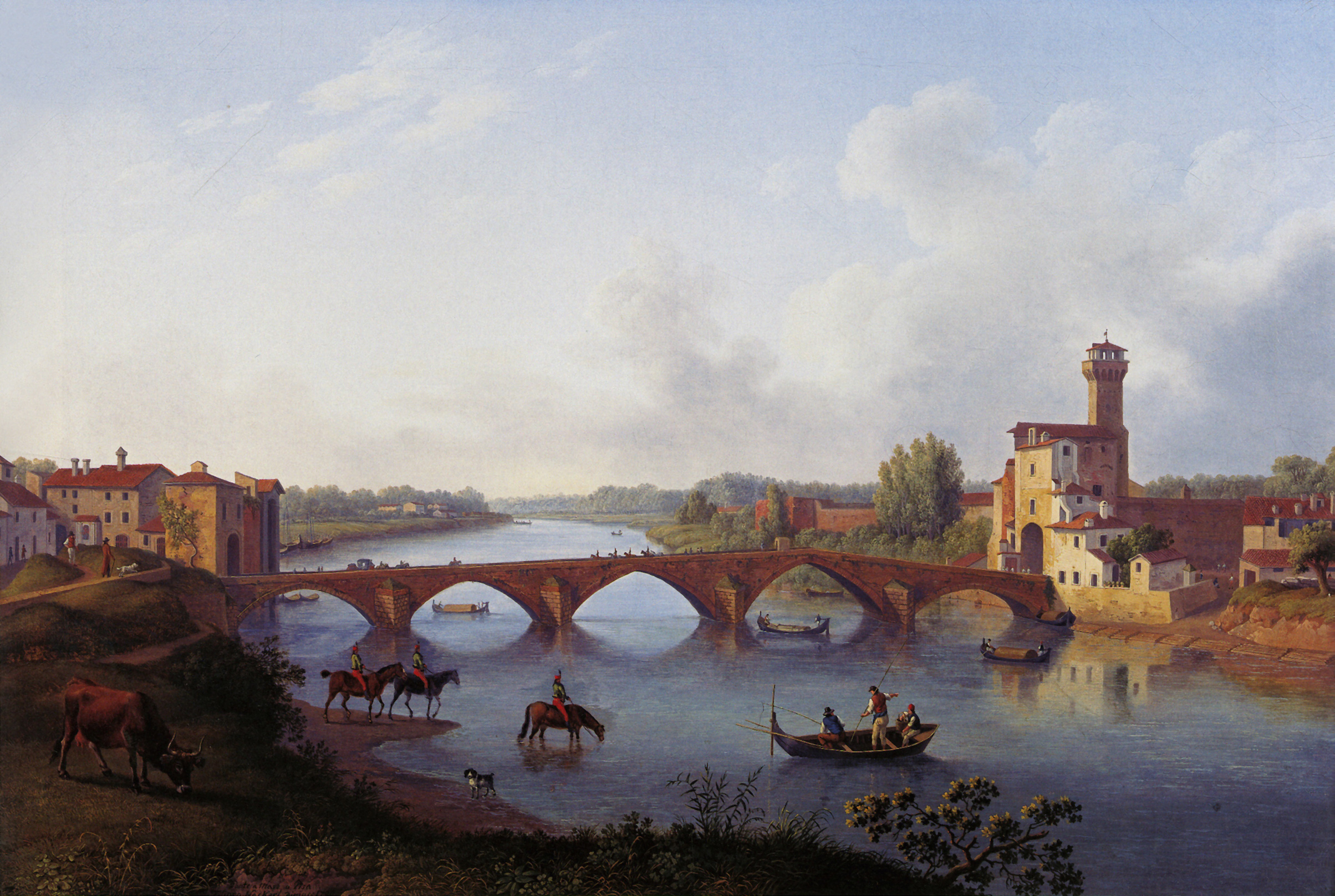
Jacob Philipp Hackert: Der Ponte a Mare in Pisa (1799)
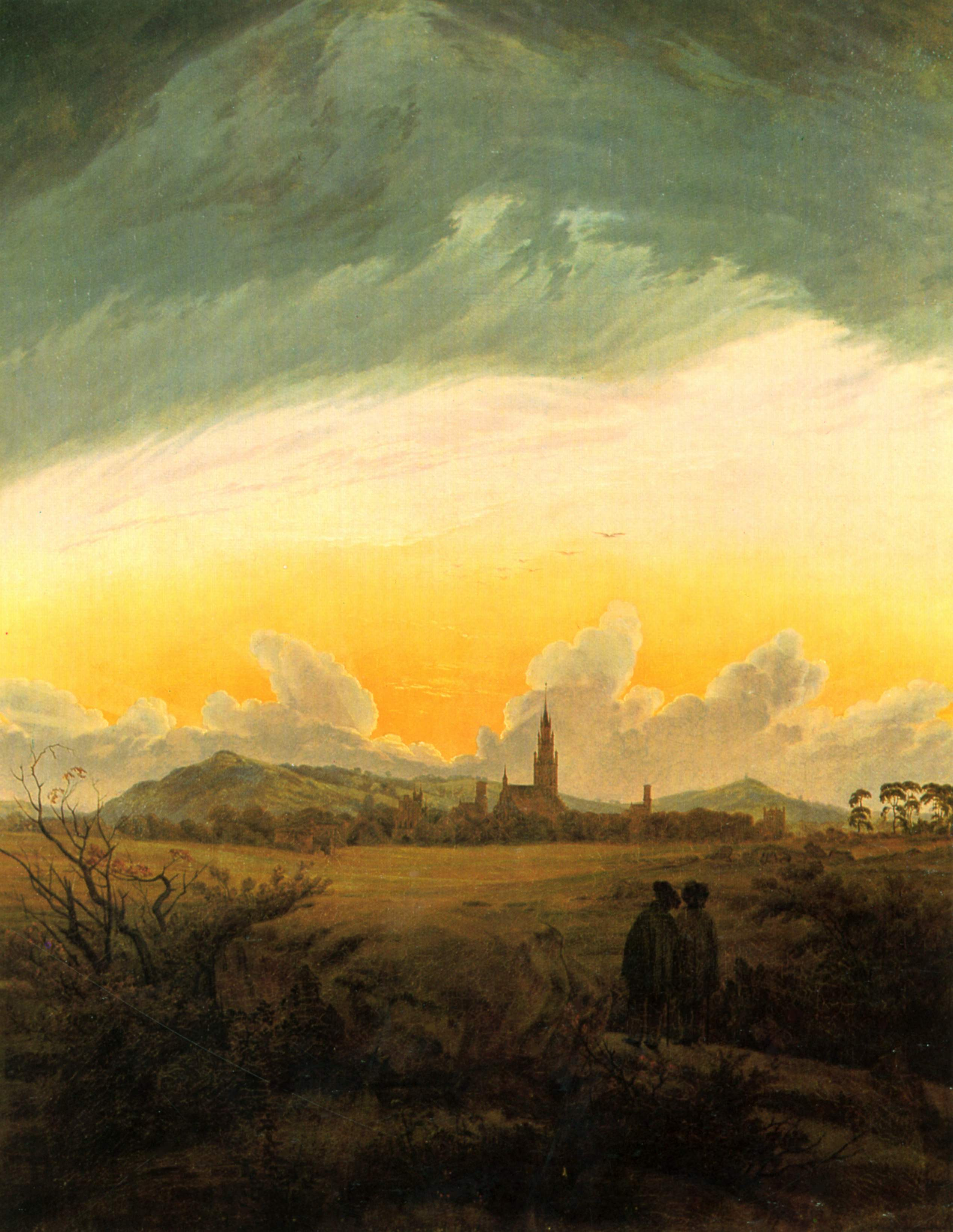
Caspar David Friedrich: Neubrandenburg im Morgennebel (1816/17)
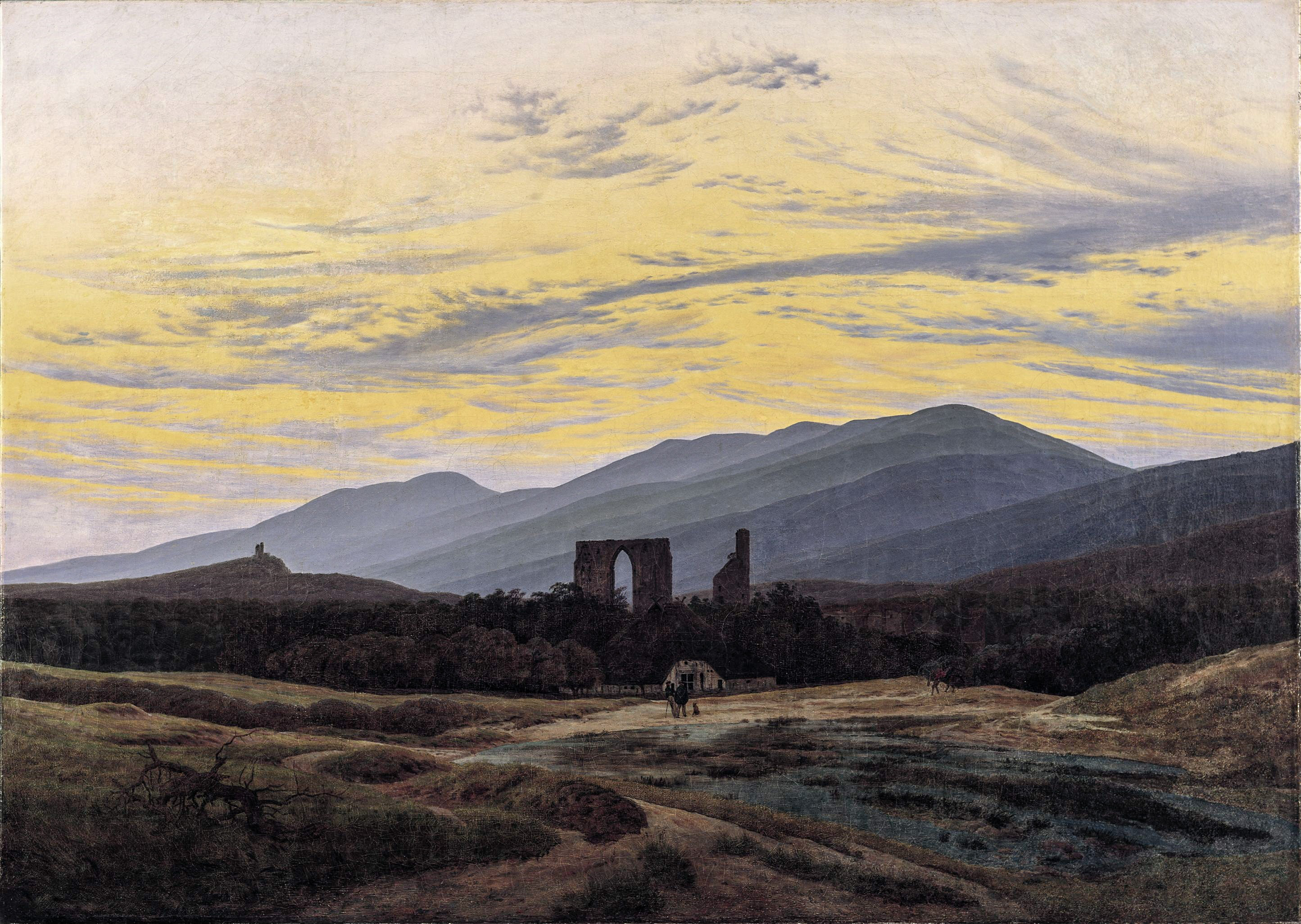
Caspar David Friedrich: Ruine Eldena im Riesengebirge (1830)
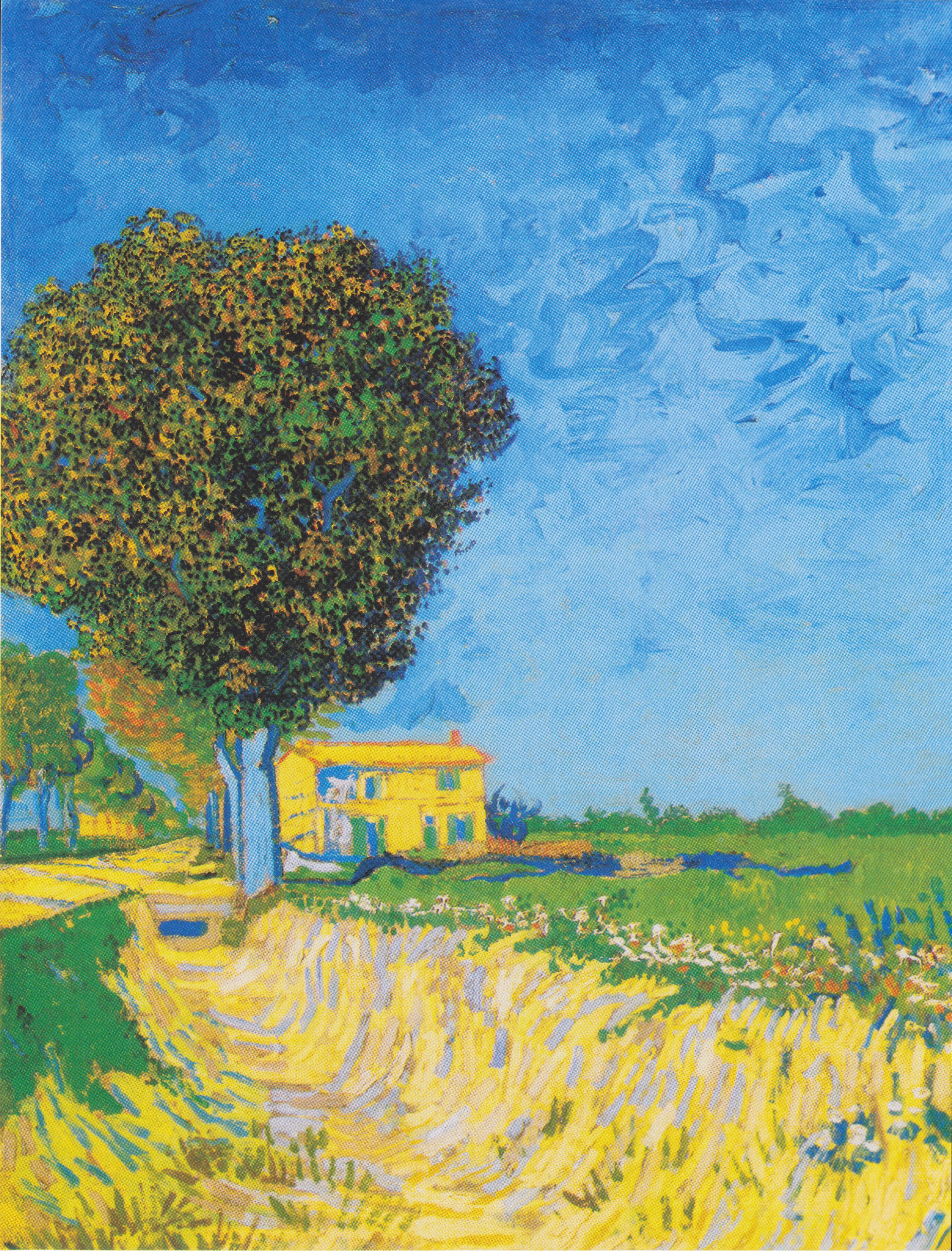
Vincent van Gogh: Allee bei Arles (1888)

Umfeld des Quentin Massys: Maria an der Fensterbank, ca. 1500/1520, Leihgabe aus der Victor-Schultze-Sammlung

### Provenienz
Die Universität Greifswald ist Leihgeber vieler Ausstellungsstücke. So stammen neben dem Croÿ-Teppich und dem Esther-Teppich zum Beispiel die Lubin’sche Karte und das Gemälde Maria an der Fensterbank aus der Akademischen Kunstsammlung.

## Förderung nach § 96 BVFG
Die Stiftung Pommersches Landesmuseum wird als Trägerin des Landesmuseums zu 50 % von Bund nach § 96 BVFG gefördert.